# 20ドル紙幣 (オーストラリア)
オーストラリア20ドル紙幣（オーストラリア20ドルしへい、$20）は、現在流通しているオーストラリア準備銀行券の一つ。1966年2月に旧オーストラリア10ポンド紙幣に代わり登場した。表面には「マリー・ライビー」の肖像が、裏面には長老でありフライングドクターなどの創設者としても知られる「ジョン・フリン」の肖像がデザインされている。

## 参考
1. ↑  http://www.rba.gov.au/banknotes/collecting/serial-info/index.html

- Ian W. Pitt, ed (2000年). Renniks Australian Coin and Banknote Values (19 ed.). Chippendale, NSW: Renniks Publications. pp. 171–172. ISBN 0-9585574-4-6

| 先代 10ポンド紙幣 (オーストラリア) | 20ドル（オーストラリア） 1966年–現在 | 次代 存在する |